# Codex Leicester

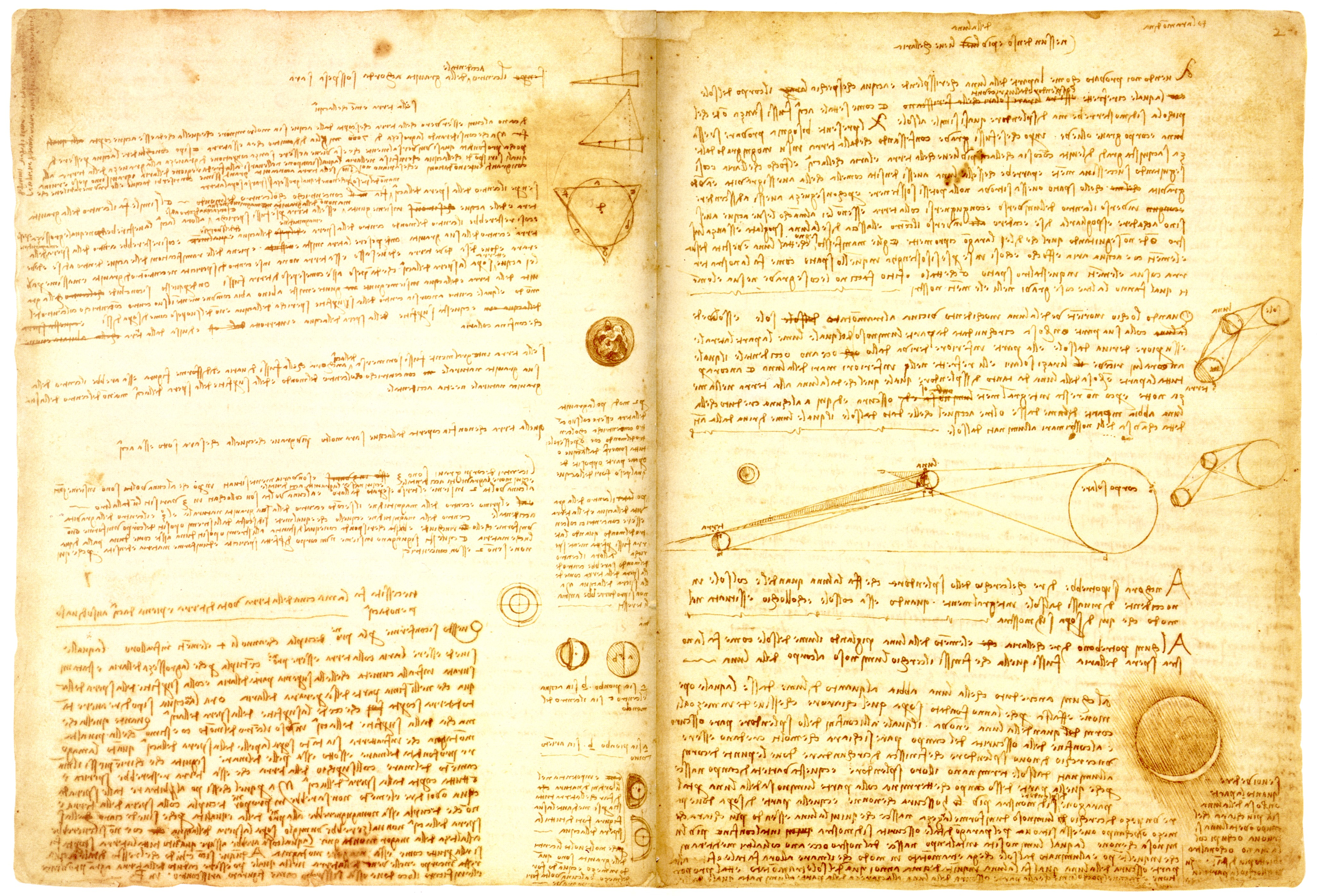

De Codex Leicester is een manuscript geschreven door Leonardo da Vinci.
Het manuscript bestaat uit 18 dubbelgevouwen vellen met aantekeningen en schetsen, geschreven in spiegelschrift. Leonardo schreef het manuscript in de periode 1508-1510.
De Codex Leicester is een levendig verslag van Leonardo's gedachten, maar ook van zijn waarneming en theorie met betrekking tot rivier en zee, de eigenschap van het water, steen en fossiel, lucht en hemels licht. En dit alles wordt uitgedrukt in meer dan 300 pen-en-inkt schetsen, tekeningen en diagrammen.
De Codex Leicester behandelt vier grote thema's: de architectuur, de wetenschap van de schilderkunst, een algemeen werk over de menselijke anatomie en de elementen van de mechanica.
De Codex Leicester is het duurste boek ooit: in 1994 werd het voor 30,8 miljoen dollar gekocht door Bill Gates.